# Digerberget, Orsa kommun
Digerberget är en del av tätorten Orsa i Orsa kommun.
Här finns bland annat Digerbergets skola som är en F-6 skola.

## Tätorten
1960 avgränsade SCB en tätort inom Orsa landskommun med 883 invånare. 1965 hade tätorten vuxit samman med Orsa och Hansjös tätorter.